# The New Klondike
The New Klondike è un film muto del 1926 diretto da Lewis Milestone. Il soggetto di Ring Lardner venne sceneggiato da Thomas J. Geraghty e, anche se non risulta accreditato, da Ben Hecht, uno dei grandi nomi tra gli sceneggiatori di Hollywood.

## Trama
Imbarcato su una nave in viaggio verso la Florida dove deve raggiungere la sua squadra, il giocatore di baseball Tom Kelly si innamora di Evelyn Dale. Quando arriva al campo di allenamento, Tom però scopre di essere stato esonerato dall'incarico da Joe Cooley, il manager della squadra, che teme che la superiore conoscenza del baseball di Tom rispetto alla sua possa influire negativamente sulla propria posizione. Rimasto senza lavoro, Tom, non sapendo che fare, consente a un immobiliarista di utilizzare il suo nome per una speculazione edilizia, iniziando a guadagnare un mucchio di soldi. Il suo successo induce gli ex compagni di squadra a investire i loro capitali nell'affare. Ma Morgan West, un agente immobiliare disonesto in combutta con Cooley, il manager, vende a Tom una palude senza valore. Lui, tuttavia, riesce a recuperare tutto il denaro investito e, quando Cooley viene licenziato dal proprietario della squadra, il posto di manager viene affidato a Tom.

## Produzione
Il film fu prodotto dalla Famous Players-Lasky Corporation e venne girato in Florida.

## Distribuzione
Il copyright del film, richiesto dalla Famous Players-Lasky Corp., fu registrato il 15 marzo 1926 con il numero LP22497.

Distribuito dalla Paramount Pictures e presentato da Jesse L. Lasky e Adolph Zukor, il film uscì nelle sale statunitensi il 15 marzo 1926 in una versione di 2.270 metri. Nel Regno Unito, distribuito dalla Famous-Lasky Film Service, uscì in una versione ridotta di 2.200 metri, presentato prima a Londra il 29 giugno 1926 e poi nelle sale il 20 dicembre.
Copia incompleta della pellicola (mancante di un rullo) si trova conservata negli archivi della Library of Congress.